# Vierkirchen (Sassonia)
Vierkirchen è un comune situato nel Land della Sassonia, in Germania.
Appartiene al circondario (Landkreis) di Görlitz (targa GR) ed è parte della comunità amministrativa (Verwaltungsgemeinschaft) di Reichenbach/O.L..